# Cima della Madonna
La  Cima della Madonna  è una  montagna alta 2.752 m sopra il livello del mare, sita nelle Dolomiti, nel Gruppo delle Pale di San Martino,  in Italia nel Trentino-Alto Adige.  È considerata un'importante montagna alpinistica, in particolare per la sua cresta nord-occidentale, la cosiddetta Schleierkante, lo Spigolo del Velo.

## Geografia
La Cima della Madonna, insieme al Sass Maor a est, costituisce l'estremità meridionale della parte centrale del Gruppo delle Pale di San Martino. I centri più importanti nei pressi della montagna sono San Martino di Castrozza a nord-est e Fiera di Primiero a sud.

## Alpinismo
La prima salita della Cima della Madonna fu effettuata da Georg Winkler e Alois Zott il 12 agosto 1886, sostanzialmente lungo l'attuale via normale. Il 19 luglio 1920, Gunther Langes ed Erwin Merlet effettuarono la prima salita della Schleierkante, che in seguito divenne una delle vie di arrampicata più popolari delle Pala e di tutte le Dolomiti. Langes attribuì il nome "Schleierkante" alla somiglianza della montagna con una statua della Madonna, con la cresta nord-occidentale che doveva rappresentare il suo velo. Nel 1929 Fritz Schmitt  salì per la venticinquesima volta sulla sua vetta. Nella seconda metà del XX secolo vennero aperte numerose vie di maggiore difficoltà, come la Via Messner (VI-) da Reinhold e Günther Messner nel 1968. Il più importante promotore successivo fu Maurizio Zanolla, che riuscì ad effettuare due nuove salite: la Via dei Piazaroi (VII grado di difficoltà, 1978) e la Pigrizia intestinale (6b+, 1988). L'ultima nuova via sulla Cima della Madonna è la Via Mega Maria (VI+), aperta nel 1995.

## Accesso
Dal centro di San Martino di Castrozza, seguire le indicazioni per la Centrale Termica, raggiunta la quale proseguire su strada a tratti sterrata in direzione del Rifugio del Velo. Oltrepassata la Malga Civertaghe continuare fino ad incontrare un segnale di divieto. Possibilità di posteggio in uno spiazzo sulla sinistra. La salita standard alla Cima della Madonna richiede una capacità di arrampicata di IV livello (UIAA). Conduce dalla forcella tra la Cima della Madonna e il Sass Maor attraverso il versante orientale fino alla vetta ed è utilizzata anche per la discesa. La Cima della Madonna è divenuta nota e famosa nell'ambiente alpinistico attraverso lo Schleierkante (Spigolo del velo, V +), che è stato spesso descritto come una delle più belle salite di media difficoltà delle Dolomiti, se non di tutte le Alpi Calcaree. Ulteriori vie sulla parete nord raggiungono difficoltà fino al 6b+, mentre la parete ovest offre arrampicate fino al VII grado. Le pareti sud-ovest e sud offrono vie fino al 6b+. Alla base occidentale della montagna, sopra la Velohütte, ci sono diverse vie di arrampicata sportiva più brevi.